# Grevillea obtusiflora
Grevillea obtusiflora este un arbust care este endemic în centrul New South Wales, pe versantul vestic al Great Dividing Range din Australia.